# Ступки-Голубовські

Ступки́-Голубо́вські — ботанічна пам'ятка природи місцевого значення. Розташована на території Іванівської сільської ради Бахмутського району Донецької області біля села  Іванівське. Під пам'ятку природи виділено 31,33 га із земель запасу Красненської сільської ради Бахмутського району Донецької області.
Рішення про присвоєння статусу пам'ятки природи було прийнято на 29 сесії Донецької обласної ради 1 липня 2010 року за клопотанням Іванівської сільської ради Бахмутського району Донецької області та науковим обґрунтуванням, підготовленому співробітниками Донецького ботанічного саду НАН України.
Природоохоронний статус було присвоєно для збереження і відтворення у природному стані природних комплексів та окремих компонентів різнотравно-ковилових і петрофітних степів.
На території пам'ятки природи ростуть унікальні види крейдяної рослинності. Ендемічні види, що зростають тут виявлені на південних кордонах їх поширення. Велика кількість видів занесена до Червоної книги України.
Назва «Ступки-Голубовські» пов'язана з хутором Ступки і трьома братами на прізвисько Ступки, що заснували його в XVII столітті. Хутір надалі став селом Іванівським.